# Vědy o Zemi

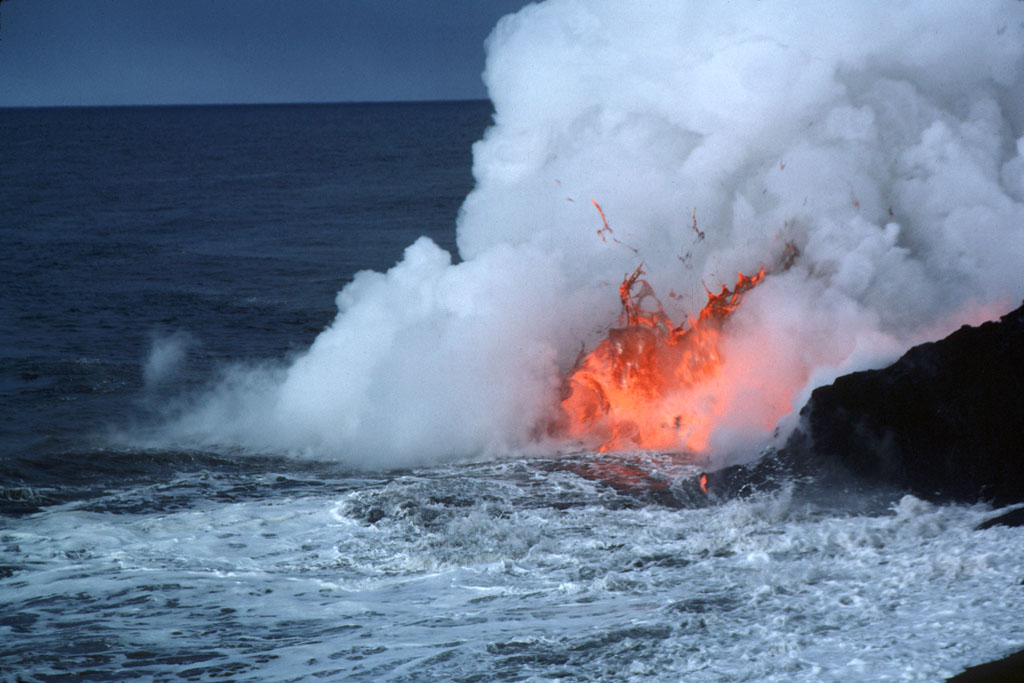
Sopečnou činností se zabývá vulkanologie, jedna z věd o Zemi.

Vědy o Zemi je souhrnné označení pro vybrané přírodní vědy, jejichž hlavní předmět zkoumání je planeta Země nebo její součásti („sféry“).
Výzkumem Země se zabývá mnoho vědních oborů. Jejich zkoumání se přitom liší nejen věcným předmětem (tj. jakou „sféru“ zkoumají), ale i různými hledisky přístupu (tj. v jaké souvislosti je Země nebo její část předmětem zkoumání) a různou metodologií. Tyto obory se etablovaly jako samostatné vědy, existují však mezi nimi značné mezioborové přesahy a jejich vymezení a mezioborové hranice je proto potřeba považovat za přibližné.
Vědy o Zemi:
- geologie – zkoumá stavbu a složení Země se zaměřením na strukturu a složení zemské kůry a procesy, které složení a strukturu utvářely a nadále přetvářejí. Někdy se jako samostatné vědy o Zemi vyčleňují její obory:
  - petrologie, mineralogie, pedologie – zabývají se vznikem, složením, strukturou, vlastnostmi a výskytem hornin resp. nerostů resp. půd
  - geofyzika a geochemie – zabývají se fyzikálními stavy a procesy souvisejícími s vlastnostmi a vývojem planety Země a jejích částí, resp. chemickými procesy a složením jednotlivých částí Země
- hydrologie – zabývá se hydrosférou Země (povrchovým i podpovrchovým vodstvem, ledem i atmosférickou vodou). Někdy se jako samostatné vědy o Zemi vyčleňují její obory:
  - oceánografie – zabývá se moři a oceány
  - glaciologie – zabývá se výskytem a formami ledu a sněhu na Zemi
- meteorologie a klimatologie – zabývají se atmosférickými jevy a podnebím
- geografie – zabývá se popisem objektů krajinné sféry (světadíly, moře, pohoří, řeky, státy, lidská sídla apod.), jejich vzájemných vazeb a časového vývoje
- geodézie a kartografie – zabývají se zkoumánímím tvarů a rozměrů Země i přírodních objektů na ní a jejich zobrazováním.

Související vědní obory, které mezi vědy o Zemi zpravidla řazeny nejsou:
- astronomie a planetologie – popisují Zemi jako planetu v rámci sluneční soustavy
- biologie – zabývá se biosférou Země. Někdy se jako samostatné vědy o Zemi vyčleňují její obory:
  - paleontologie – zabývá se minulostí života na Zemi a jeho fosilními záznamy
  - ekologie – popisuje vztah mezi organismy a jejich prostředím a vztah organismů navzájem